# 피아나디몬테베르나
피아나디몬테베르나(이탈리아어: Piana di Monte Verna)는 이탈리아 캄파니아주 카세르타도에 있는 코무네이다. 나폴리로부터는 북쪽으로 40km 카세르타에선 북쪽으로 11km 거리에 있다.